# Villads Nielsen
Villads Schmidt Nielsen (29 gennaio 2005) è un calciatore danese, difensore del Bodø/Glimt.

## Carriera

### Club
Nielsen è cresciuto nel settore giovanile del Nordsjælland e nel 2024 si è trasferito in Norvegia al Bodø/Glimt. Ha debuttato il 10 agosto nell'incontro di Eliteserien pareggiato 1-1 contro il Viking. Ha segnato il suo primo gol il 23 ottobre seguente nell'incontro di Europa League vinto 2-1 contro il Braga.

### Nazionale
Ha giocato con le nazionali giovanili danesi Under-18, Under-19 ed Under-20.

## Statistiche

### Presenze e reti nei club
Statistiche aggiornate al 23 gennaio 2025.
| Stagione        | Squadra         | Campionato      | Campionato | Campionato | Coppe nazionali | Coppe nazionali | Coppe nazionali | Coppe continentali | Coppe continentali | Coppe continentali | Altre coppe | Altre coppe | Altre coppe | Totale | Totale | Totale |
| Stagione        | Squadra         | Comp            | Pres       | Reti       | Comp            | Pres            | Reti            | Comp               | Pres               | Reti               | Comp        | Pres        | Reti        | Pres   | Reti   |        |
| --------------- | --------------- | --------------- | ---------- | ---------- | --------------- | --------------- | --------------- | ------------------ | ------------------ | ------------------ | ----------- | ----------- | ----------- | ------ | ------ | ------ |
| 2024            | Bodø/Glimt      | ES              | 9          | 0          | CN              | 0               | 0               | UCL+UEL            | 0+6                | 0+1                | -           | -           | -           | 15     | 1      |        |
| Totale carriera | Totale carriera | Totale carriera | 9          | 0          |                 | 0               | 0               |                    | 6                  | 1                  |             | -           | -           | 15     | 1      |        |

## Palmarès

### Club

#### Competizioni nazionali
- Campionato norvegese: 1

Bodø/Glimt: 2024